# 水松
水松（學名：Glyptostrobus pensilis）为柏科植物。水松主要在中國生長，少數分佈在越南與老撾，為水松屬唯一的現生種，是孑遺植物。

## 形态
半落叶乔木，高8至10米，最高可達25米，枝稀疏；有屈膝状呼吸根；小枝有一年生和多年生两型，一年生的到冬季和叶子同脱落；叶子互生，在苗枝上的呈针形或线形，老枝上的呈鳞形；雌雄同株，雄球花有15至20個螺旋狀排列的雄蕊，雄蕊通常有5至7個花藥；雌球花卵球形，有15至20枚有兩個胚珠的珠鱗。

## 分布
水松在白堊紀至新生代廣泛分佈於北半球，第四紀冰河時期後期在歐洲、美洲、日本及各地滅絕，現僅存化石。水松主要在中國生長，分布於廣東珠江三角洲和福建中部及閩江下游、海拔1000米以下地區。廣東東西部、福建西北及北部、四川東南部、廣西及雲南東南部也有零星分布，也有少量分佈於越南及老撾。

## 特性
水松喜好光而溫暖潮濕的環境生長，耐水濕，平均15至22℃為最適生長溫度，但能承受40℃高溫和10℃以下低溫。雨量越多對水松生長越有利。水松多生於河流兩岸、堤圍及田埂上，在潮水線上15至30厘米土地上生長最好。水松對土壤的適應性較強，能耐受鹼性泥土，在中性或微鹼性，且高含量有機質的土壤上生長得最好。主根和側根發達、疏鬆、有通氣組織。種子在天然狀態下較難萌發。花期2至3月，球果9至10月成熟。
葉有三型，鱗形葉較厚或背腹隆起，長約2毫米，螺旋著生於多年生或當年生的主枝上，有白色氣孔點，冬季不脫落；條形葉兩側扁平，長1-3厘米，寬1.5-4毫米，背面中脈兩側有氣孔帶；條狀鑽形葉兩側扁，背腹窿起，先端漸尖或尖鈍，微向外彎，長4-11毫米，條形葉及條狀鑽形葉均於冬季連同短枝脫落。

## 現況
水松為國家一級保護植物，IUCN紅色名錄中極危物種。分佈中國的野生水松總株數不到1000株，而且數量不斷減少，中國以外的水松則更少，越南得樂省（Dak Lak）的農業暨農村發展廳於2012年9月6日，公布成立水松植物棲息地保護區管理處。根據記錄，現在世界上存在的水松分佈地區只限於中國、越南與老撾。在越南，只有得樂省還存在兩個水松群體，數量低於200棵。根據IUCN紅色名錄報告指出，鑑於目前數量的下跌趨勢，在不久的將來水松可能成為野外絕滅物種。

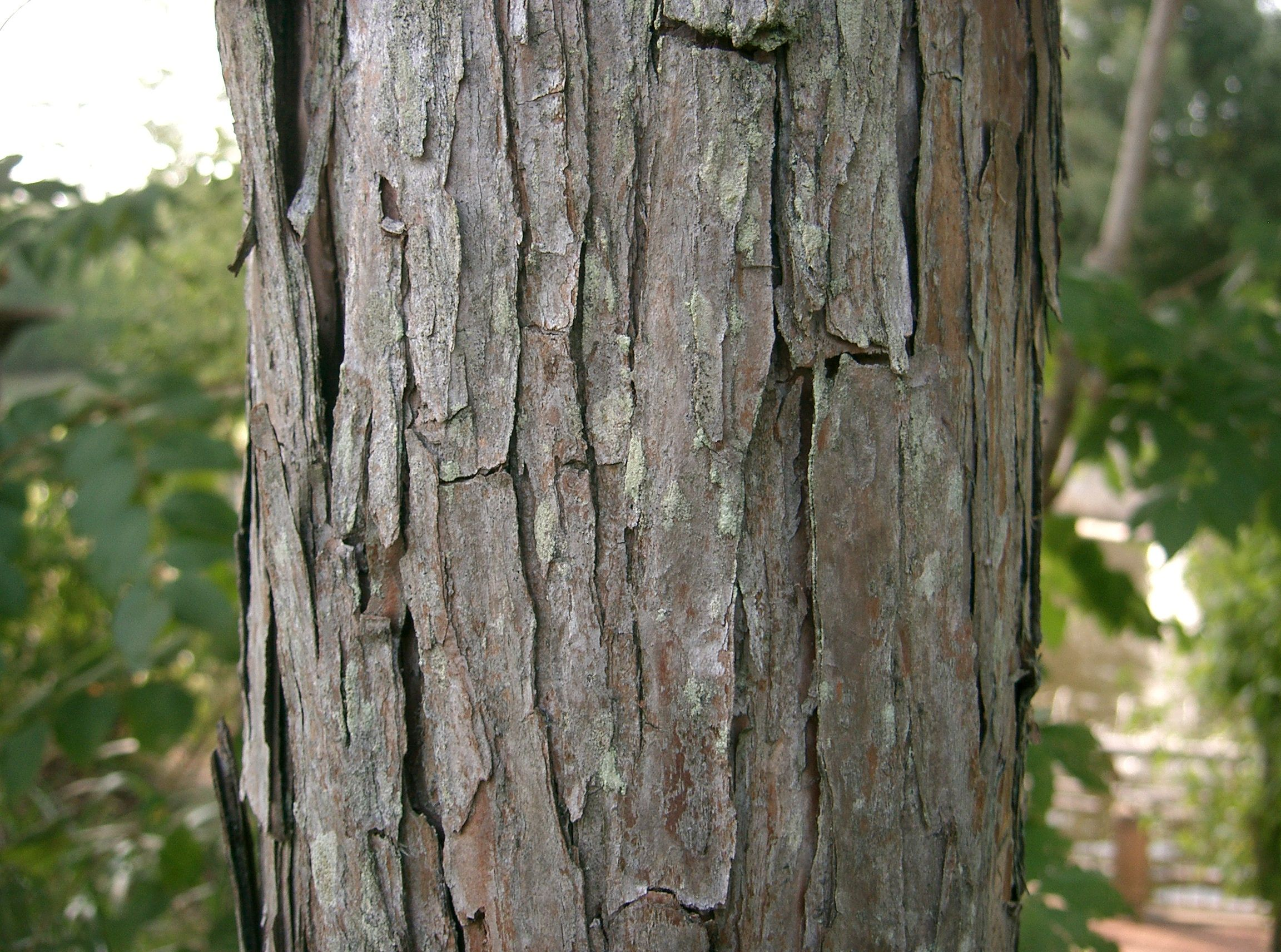
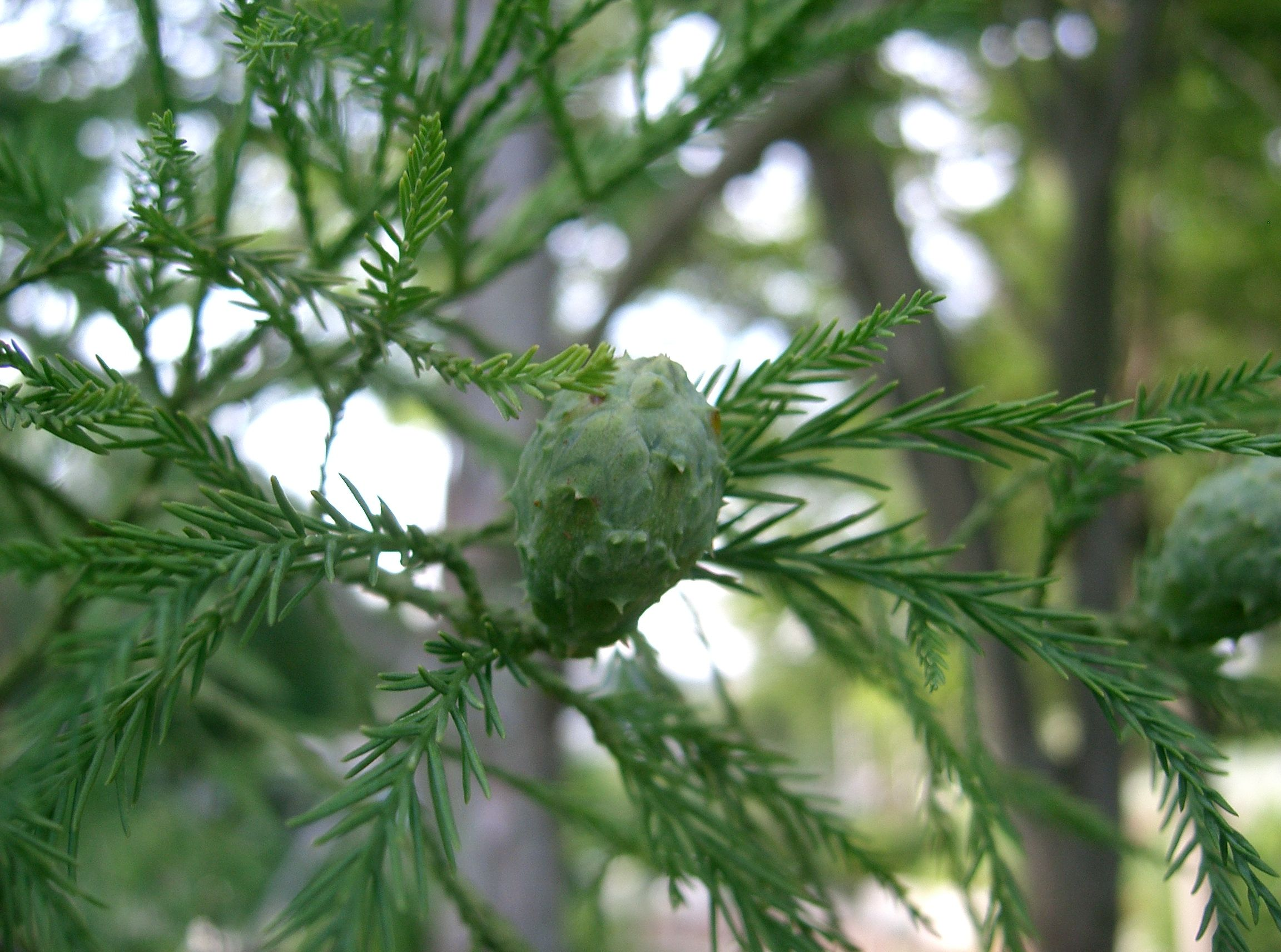
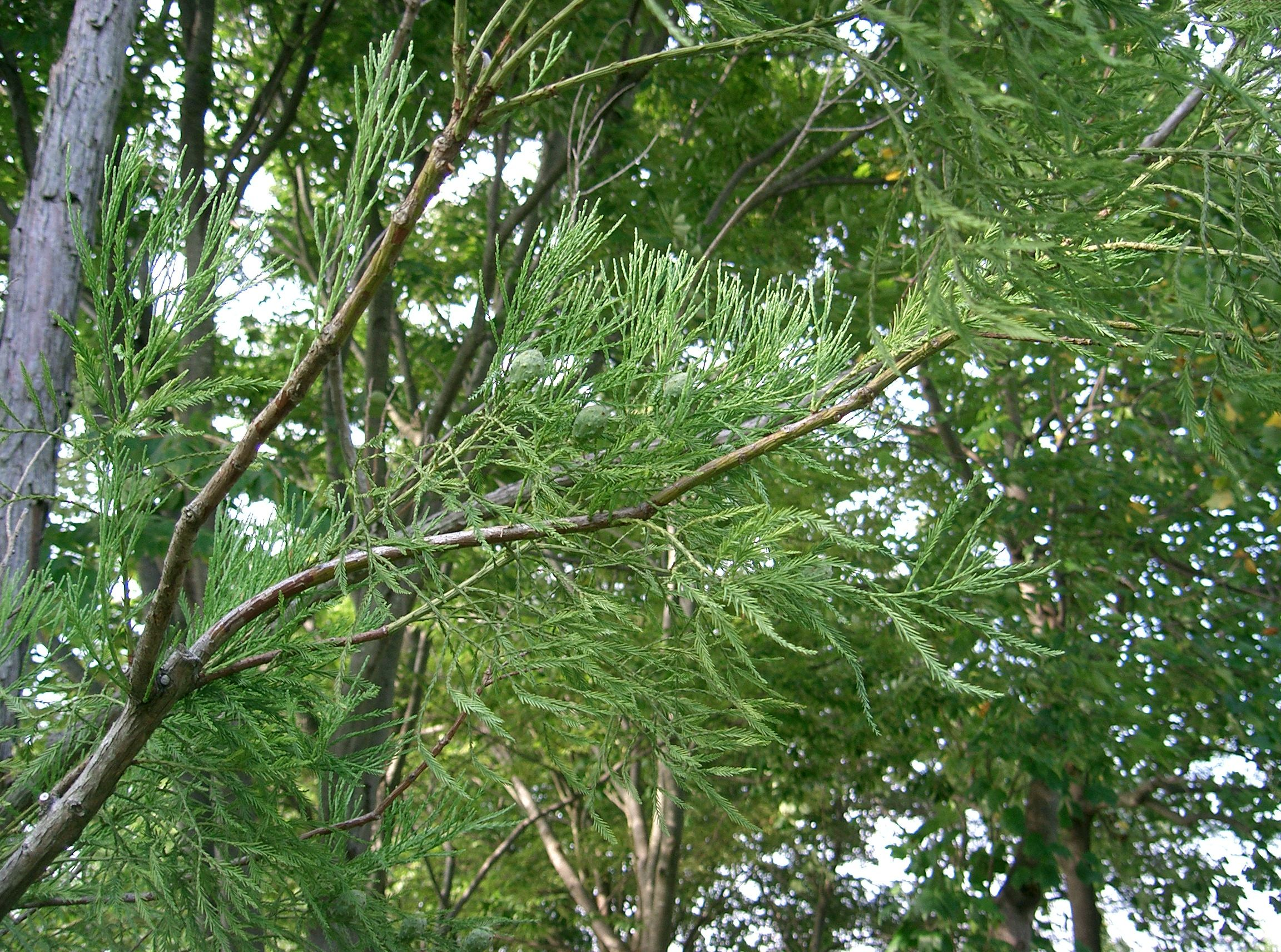

## 延伸阅读
[在维基数据编辑]
 《欽定古今圖書集成·博物彙編·草木典·水松部》，出自陈梦雷《古今圖書集成》
 《植物名實圖考·水松》，出自吳其濬《植物名實圖考》